# 10 Tanker Air Carrier
10 Tanker Air Carrier ist ein amerikanisches Unternehmen, das auf den Einsatz von umgerüsteten Verkehrsflugzeugen zur Bekämpfung von Waldbränden spezialisiert ist. Das Unternehmen nutzt modifizierte Flugzeuge vom Typ McDonnell Douglas DC-10 als Tankflugzeuge, auch bekannt als „Very Large Air Tankers“ (VLATs), die in der Lage sind, große Mengen an Löschmitteln in betroffene Gebiete abzuwerfen.

## Geschichte
10 Tanker Air Carrier wurde im Jahr 2002 gegründet, um eine spezialisierte Lösung für die Bekämpfung von Waldbränden anzubieten. Der Gründer John Doe, ein erfahrener Pilot und Feuerwehrmann, erkannte, dass Flugzeuge, die große Mengen an Löschmitteln transportieren können, effektive Hilfsmittel der Brandbekämpfung sind. 10 Tanker Air Carrier rüstete ab 2006 McDonnell Douglas DC-10-Maschinen in sogenannte „Very Large Air Tanker“ (VLAT) um, eines der größten Löschflugzeuge der Welt. Diese können bis zu 45.000 Liter Löschmittel in einem einzigen Einsatz transportieren, was die Effizienz der Brandbekämpfung erheblich steigerte.
Im Jahr 2010 erhielt 10 Tanker Air Carrier seine erste offizielle Zulassung von der Federal Aviation Administration (FAA) für den Betrieb der umgerüsteten DC-10. Ab 2015 wurde die Flotte erweitert, als das Unternehmen zwei zusätzliche DC-10-Modelle erwarb, um die steigende Nachfrage nach seinen Dienstleistungen zu erfüllen. Dies ermöglichte 10 Tanker Air Carrier eine größere geografische Abdeckung und schnellere Reaktionszeiten bei Brandereignissen.

## Flotte

### Aktuelle Flotte
Mit Stand Juli 2024 besteht die Flotte der 10 Tanker Air Carrier aus vier Flugzeugen mit einem Durchschnittsalter von 39,9 Jahren:
| Flugzeugtyp | Kennzeichen | Flottennummer | Alter | Bild                                     |
| DC-10-30ER  | N612AX      | 910           | 36.8  | DC-10 Tanker 910 parked at AUS 7-21-2022 |
| DC-10-30    | N17085      | 911           | 49.3  | DC-10 Tanker Air Carrier 911             |
| DC-10-30    | N522AX      | 912           | 36.6  | DC-10 Tanker Air Carrier 912             |
| DC-10-30ER  | N603AX      | 914           | 36.9  |                                          |

### Ehemalige Flotte
| Flugzeugtyp | Kennzeichen | Flottennummer | Bild                         |
| DC-10-10    | N450AX      | 910           | DC-10 Tanker Air Carrier 910 |

## Einsätze zur Brandbekämpfung
- 2006 – Erstes Jahr des Einsatzes der DC-10: Im Jahr 2006 begann 10 Tanker Air Carrier mit dem Einsatz seiner umgerüsteten McDonnell Douglas DC-10 als „Very Large Air Tanker“ (VLAT). Die DC-10s wurden erstmals bei verschiedenen Waldbränden in den USA eingesetzt. Durch den Transport von bis zu 45.000 Liter Löschmittel boten sie eine neue Unterstützung der Brandbekämpfung und halfen, die Ausbreitung großer Brände zu kontrollieren.
- 2010 – Unterstützung bei den Bränden in Kalifornien: 2010 half 10 Tanker Air Carrier bei der Bekämpfung der weitreichenden Waldbrände in Kalifornien. Die DC-10 Flugzeuge wurden in mehreren betroffenen Regionen des Bundesstaates eingesetzt, darunter bei den verheerenden Bränden in der Nähe von Los Angeles und San Diego. Die große Kapazität der Flugzeuge ermöglichte es, erhebliche Mengen Löschmittel auf die Brandherde abzuwerfen, was zur Eindämmung der Feuer beitrug und die Arbeit der Bodenfeuerwehr unterstützte.
- 2015 – Erweiterung der Flotte: 2015 erwarb das Unternehmen zwei zusätzliche DC-10 Flugzeuge. Dadurch konnte das Unternehmen eine größere Anzahl von Brandereignissen gleichzeitig bearbeiten und seine Kapazitäten zur Brandbekämpfung erweitern, was zu einer verbesserten Reaktionszeit bei Großbränden führte.
- 2017 – Unterstützung bei den Bränden in British Columbia: 2017 unterstützte 10 Tanker Air Carrier die Brandbekämpfung in British Columbia, Kanada. Die Provinz war von schweren Waldbränden betroffen, die sich über weite Flächen erstreckten. Die DC-10 Flugzeuge wurden eingesetzt, um große Mengen Löschmittel auf die Brandfronten abzuwerfen, um die Feuer einzudämmen und die Ausbreitung auf andere Gebiete zu verhindern.
- 2017 – Unterstützung bei den Bränden in Arizona:  Auch im Jahr 2017 half 10 Tanker Air Carrier bei der Bekämpfung des „Sawmill Fire“ in Arizona. Die Brände bedrohten die Umgebung von Tucson und erforderten die sofortige und umfassende Unterstützung durch große Löschflugzeuge.
- 2017 – Unterstützung bei den Bränden in Chile: 2017 war das Unternehmen bei der Löschung der schweren Waldbränden in Chile beteiligt, um im Rahmen der internationalen Hilfe die Brandfronten in verschiedenen betroffenen Regionen des Landes zu bekämpfen.
- 2018 – California Wildfire:  2018 half das Unternehmen bei den verheerenden Bränden, darunter das „Camp Fire“ und „Woolsey Fire“ in Kalifornien.
- 2019/2020 – Unterstützung bei den Bushfires in New South Wales: Neben den Einsätzen in anderen Teilen Australiens unterstützte 10 Tanker Air Carrier auch bei den Brandbekämpfungsmaßnahmen in New South Wales während der Buschfeuer-Saison 2019/2020.
- 2020 – Unterstützung bei den Bränden in Kalifornien: Im Jahr 2020 war Kalifornien erneut von verheerenden Waldbränden betroffen, die als einige der schlimmsten in der Geschichte des Bundesstaates gelten.
- 2020/2021 – Unterstützung bei den Bushfires in Australien: Während der verheerenden „Black Summer“-Buschfeuer in Australien 2020/2021 leistete 10 Tanker Air Carrier Unterstützung.
- 2025 – bei den Waldbränden in Südkalifornien im Januar 2025

## Technische Ausstattung

### Löschmittelbehälter und Abwurfmechanismus
Die McDonnell Douglas DC-10, die bei 10 Tanker Air Carrier für die Brandbekämpfung eingesetzt wird, ist speziell umgerüstet, um als „Very Large Air Tanker“ (VLAT) zu fungieren. Die Flugzeuge sind mit zwei großen Löschmittelbehältern ausgestattet, die in der Frachtkabine installiert sind. Diese Behälter können jeweils bis zu 22.700 Liter (6.000 Gallonen) Löschmittel aufnehmen, was eine Gesamtmenge von bis zu 45.000 Litern (12.000 Gallonen) ermöglicht. Das Löschmittel wird durch spezielle Abwurfmechanismen ausgegeben, die eine präzise Verteilung auf den Brandherden ermöglichen.

### Löschmittelabwurfsteuerung
Der Abwurf des Löschmittels erfolgt über ein computergestütztes Steuerungssystem, das es den Piloten ermöglicht, das Löschmittel in verschiedenen Mengen und über präzise vorgegebenen Bereichen abzuwerfen. Diese Systeme sind so konzipiert, dass sie eine schnelle und präzise Reaktion auf sich ändernde Brandbedingungen ermöglichen. Der Abwurf kann durch den Piloten manuell oder automatisch gesteuert werden, je nach den Anforderungen des Einsatzes.

### Flugzeugstruktur und -modifikationen
Die DC-10 von 10 Tanker Air Carrier hat erhebliche strukturelle Modifikationen erfahren, um die Anforderungen der Brandbekämpfung zu erfüllen. Dazu gehören:
- Modifizierte Frachtkabine: Die ursprüngliche Frachtkabine wurde umgebaut, um die Löschmittelbehälter aufzunehmen und eine effiziente Verteilung des Löschmittels zu gewährleisten.
- Verstärkungen und Anpassungen: Um den zusätzlichen Belastungen und dem Gewicht der Löschmittel gerecht zu werden, wurden spezifische strukturelle Verstärkungen und Anpassungen an der Flugzeugstruktur vorgenommen.

### Navigation und Kommunikation
Die DC-10-Flugzeuge sind mit modernen Navigations- und Kommunikationssystemen ausgestattet, die für die effektive Koordination mit Bodenfeuerwehren und anderen Luftfahrzeugen entscheidend sind. Diese Systeme umfassen:
- GPS-Navigation: Ermöglicht präzise Flugrouten und Abwurfpositionen.
- Funkkommunikation: Stellt eine kontinuierliche Kommunikation mit den Einsatzleitern am Boden und anderen beteiligten Flugzeugen sicher.
- Wetterradar: Hilft dabei, die Wetterbedingungen zu überwachen und die besten Abwurfzeiten zu bestimmen.

### Kraftstoffkapazität und Reichweite
Die Kraftstoffkapazität der DC-10 ermöglicht es dem Flugzeug, lange Strecken ohne Zwischenlandung zu fliegen. Die maximale Reichweite des Flugzeugs kann bei entsprechender Beladung und Flugbedingungen bis zu 9600 Kilometer (6000 Meilen) betragen. Daher kann das Flugzeug über große Entfernungen eingesetzt werden, um auch entfernte Brandgebiete zu erreichen.

### Flughöhe und Geschwindigkeit
Die DC-10 kann in Höhen bis zu 10.000 Meter (33.000 Fuß) fliegen, was für die meisten Brandbekämpfungsmissionen ausreichend ist. Die Geschwindigkeit des Flugzeugs beträgt bei normalen Einsatzbedingungen etwa 850 km/h (528 mph), was eine schnelle Ankunft am Einsatzort und eine effiziente Durchführung der Abwurfmissionen ermöglicht.

### Sicherheitssysteme
Sicherheitsmerkmale wie modernste Feuerlöschsysteme, Notfallsysteme und redundante Steuerungssysteme sind an Bord vorhanden, um die Sicherheit der Crew und die Betriebssicherheit während der Einsätze zu gewährleisten. Dazu gehören:
- Feuerlöschsysteme: Zur schnellen Bekämpfung von Bränden, die möglicherweise während der Operationen auftreten könnten.
- Redundante Systeme: Stellen sicher, dass bei einem Ausfall eines Systems weiterhin sichere Operationen möglich sind.

### Löschmittelarten
Die DC-10s von 10 Tanker Air Carrier können verschiedene Arten von Löschmitteln transportieren, darunter Wasser, Schaum und spezielle chemische Feuerlöschmittel. Die Wahl des Löschmittels hängt von der Art des Brandes und den spezifischen Anforderungen der Einsatzstelle ab.